# 夏潮
- 關於關於一份台灣創刊於1976年的評論雜誌，請見「夏潮 (雜誌)」。
- 關於關於成立於1987年的台灣左翼政治團體，請見「夏潮聯合會」。

夏潮（1956年8月—），湖南常宁人，中国文学艺术界联合会原党组成员、副主席、书记处书记，中国文艺评论家协会主席，第十二、十三届全国政协委员。